# Poecilocloeus modestus
Poecilocloeus modestus är en insektsart som först beskrevs av Gerstaecker 1889.  Poecilocloeus modestus ingår i släktet Poecilocloeus och familjen gräshoppor. Inga underarter finns listade i Catalogue of Life.